# کرونوس دیجیتال
کرونوس دیجیتال (انگلیسی: Kronos Digital) شرکت بازی ویدئویی آمریکایی است، که در سال ۱۹۹۲ تأسیس شد.